# 安藤尚彦
安藤 尚彦（あんどう なおひこ、男性、1963年（昭和38年）5月30日 - ）は、日本のコンテンツプロデューサー、ゲームシナリオライター、BAR経営者。別名義に安藤君平、安藤薫平がある。

## 概要
愛知県名古屋市出身。早稲田大学教育学部卒。
漫画研究会在籍中、1学年上の町山智浩に誘われ、書籍の編集・執筆に携わるようになり、町山と共に『ザブングル ダグラム メカ大百科』『怪獣ものしり大百科』（ケイブンシャ大百科シリーズ）などを生み出す。
大学卒業後は広告会社を経て、フリーライター、ゲームプランナーとなり、『アイドル八犬伝』『くるみミラクル』『恋のサマーファンタジー in 宮崎シーガイア』などといったカルトなアドベンチャーゲームを企画、制作した。
iモード黎明期に株式会社ザッパラスの創業に参加。『キン肉マン☆超人コロシアム』『伊藤潤二 悪夢玉』『魁!!男塾』などといった携帯コンテンツゲームを企画制作。後に独立し、数多くのデジタルコンテンツの企画・制作・運営に携わった。
実話怪談集『「超」怖い話』シリーズの創設者のひとりでもある

## 作品リスト
ゲーム
- 孔雀王（ファミリーコンピュータ）- シナリオ
- アイドル八犬伝（ファミリーコンピュータ）- 原案、シナリオ
- 地球防衛少女イコちゃん UFO大作戦（PC-9800シリーズ）- 企画構成、シナリオ
- くるみミラクル（PlayStation）- シナリオ
- 恋のサマーファンタジー in 宮崎シーガイア（セガサターン）- 構成、シナリオ
- 名探偵コナン 呪われた航路（ゲームボーイ）- シナリオ
- 魔法少女大戦 ZANBATSU（PS Vita）- シナリオ協力
- キン肉マン☆超人コロシアム（i-mode）- 企画、制作、運営
- 魁!!男塾（i-mode）- 企画、制作、運営
- 伊藤潤二 悪夢玉（i-mode）- 企画、制作、運営
- 恋はミラクルストーリー 美里真理（Windows）- 構成、シナリオ
- 恋はミラクルストーリー 麻宮淳子（Windows）- 構成、シナリオ

書籍編集・執筆
- 怪獣ものしり大百科 ケイブンシャ大百科シリーズ（1984年2月10日 勁文社- 編集、執筆）
- ゲームブック・ゴエモン危機一髪 がんばれゴエモン!（1988年7月 コナミ出版）- 執筆
- ゲームブック・ゴエモン旅日記 がんばれゴエモン2（1989年6月 コナミ出版）- 執筆
- 「超」怖い話（1991年6月1日 勁文社/ケイブンシャブックス ISBN 4-7669-1424-4）- 安藤薫平名義、共著
  - 「超」怖い話（1993年6月1日 勁文社/勁文社文庫21 ISBN 4-7669-1793-6）- 安藤君平名義、共著
  - 「超」怖い話†（クロス）（2005年10月6日 竹書房/竹書房文庫 ISBN 978-4812423387）- 安藤君平名義、共著
- 小説ウィザードリィ （2） アラビクとマルグダの物語（1992年3月25日 双葉社）- 安藤君平名義
- いまどきの神様（1990年7月 別冊宝島）- 寄稿
- 医者につける薬（1994年） - 共著

映画シナリオ
- 乳首ドリルの逆襲～ATTACK OF THE NIPPLE DRILL～（2018年） - シナリオ、安藤君平名義